# Icel de Mercia

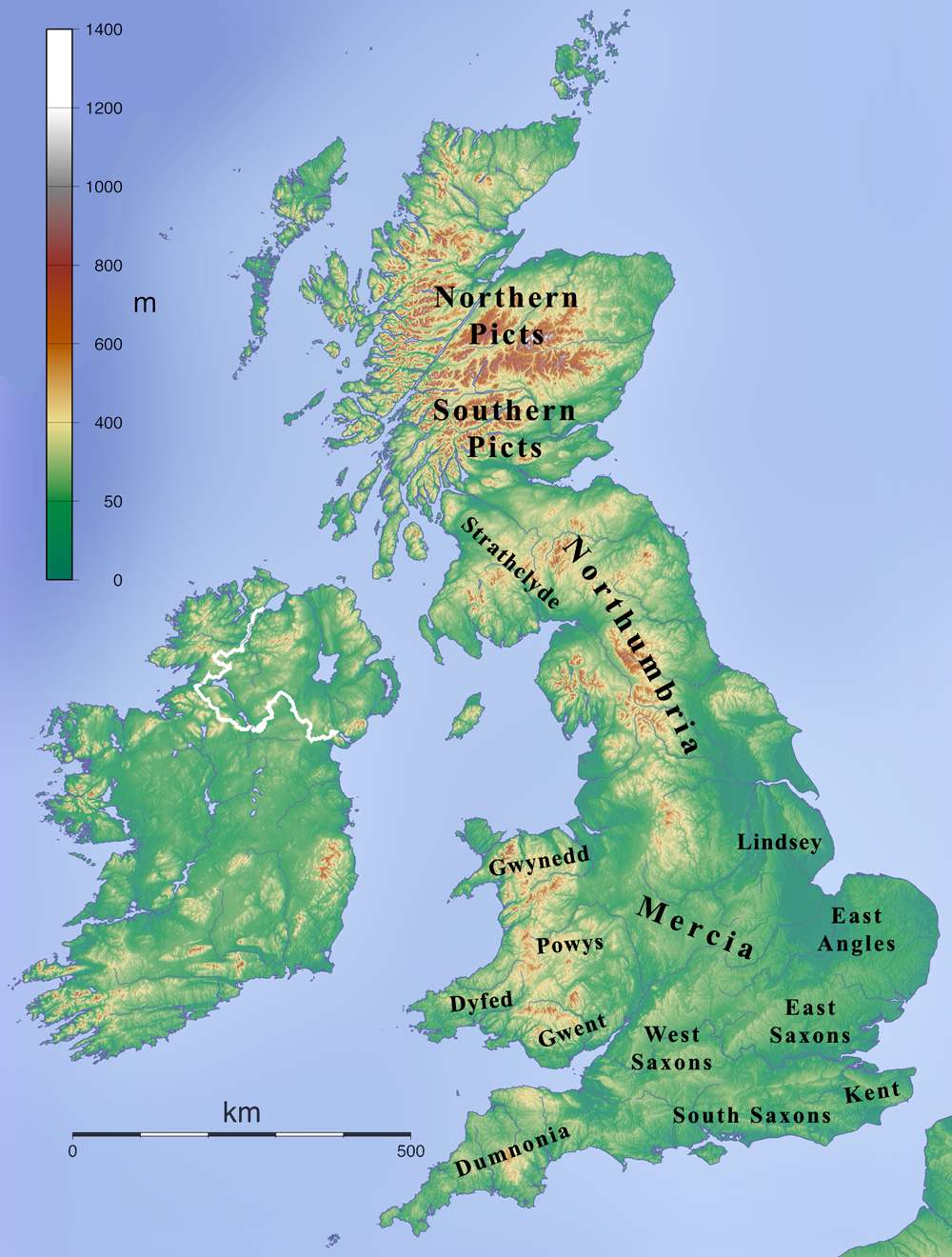
Situación de Mercia.

Icel /ˈiʧel/ (o Icil /ˈiʧil/) fue uno de los primeros reyes de Mercia, una de las siete regiones o reinos de la heptarquía anglosajona, en lo que ahora es Inglaterra, en la región Central. De acuerdo con una genealogía fue bisabuelo de Creoda de Mercia e hijo de Eomer, último rey de los anglos en Angeln. Icel condujo a su pueblo a través del Mar del Norte a Bretaña y dio su nombre a los Iclings (o Icelingas), la dinastía gobernante de Mercia.  
Probablemente estuvo activo en el período 510-535, periodo descrito en el Flores Historiarum de Roger de Wendover y Mateo de París. Allí se informa que los paganos vinieron de Alemania y ocuparon East Anglia... algunos de los cuales invadieron Mercia y lucharon muchas batallas con los ingleses...
Su hijo fue Cnebba.